# David Llauradó
David Llauradó Caldero (nascido em 2 de maio de 1978) é um ciclista guia [paralímpico] espanhol. Participou dos Jogos Paralímpicos de Pequim 2008 como guia de Christian Venge Balboa, com quem, posteriormente, conquistou a medalha de ouro nos Jogos de Londres 2012.

## Vida pessoal
David é natural de Reus, Tarragona. Em 2013, foi agraciado com a medalha de ouro da Real Ordem ao Mérito Esportivo.